# Свидвинский замок
Свидвинский замок (пол. Zamek w Świdwinie) — средневековый рыцарский замок, расположенный на левом берегу реки Реги в городе Свидвине Западнопоморского воеводства в Польше.

## История
Первый замок в Свидвине был основан бранденбургскими маркграфами из династии Асканиев в конце XIII века. Оборонительное сооружение состояло из укрепленной стены в форме неправильной трапеции и длинного жилого дома, стоявшего у северной куртины. Современный замок фактически начали строить лишь последующие владельцы города — род Веделей в начале XIV века. В 1384 году они продали замок Тевтонскому ордену как усадьбу войтов. Тевтонские рыцари построили оригинальный замок. На рубеже XIV—XV веков они разобрали старый жилой дом, соорудили восточное крыло и большой кирпичный дом возле северной куртины. В то время также были сооружены новые ворота и башня. В 1445 году замок выкупил бранденбургский курфюрст Фридрих II. В начале XVI века были перестроены ворота и построено предбрамье.
С 1540 года замок использовали иоанниты. В XVIII веке они перестроили замок в стиле барокко. Были построены два новых крыла, которые заперли двор замка. В 1808 году Свидвинская комтурия иоаннитов была ликвидирована, а замок, перейдя в собственность прусского государства, стал резиденцию чиновников.
После 1945 года и перехода под власть Польши замок оставался опустошенным и впоследствии сгорел. В 1962—1968 годах его отстроили.
В наше время замок используется культурным центром. Ежегодно здесь проводится поэтический конкурс им. Яна Спевака.

## Галерея

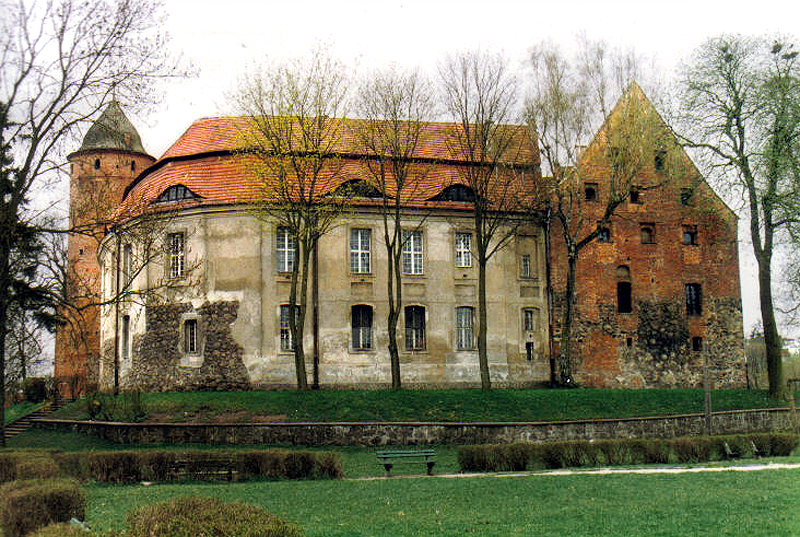
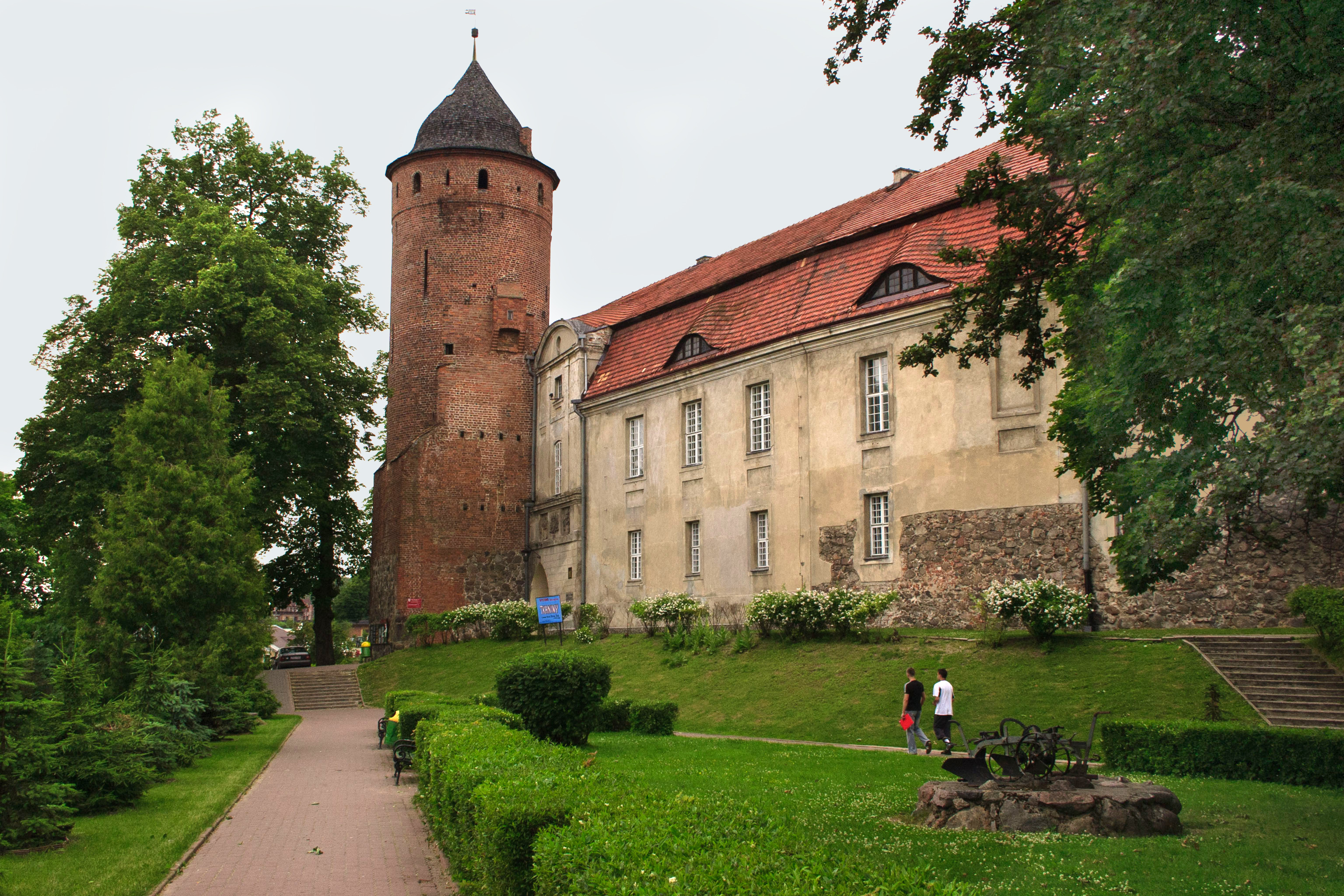
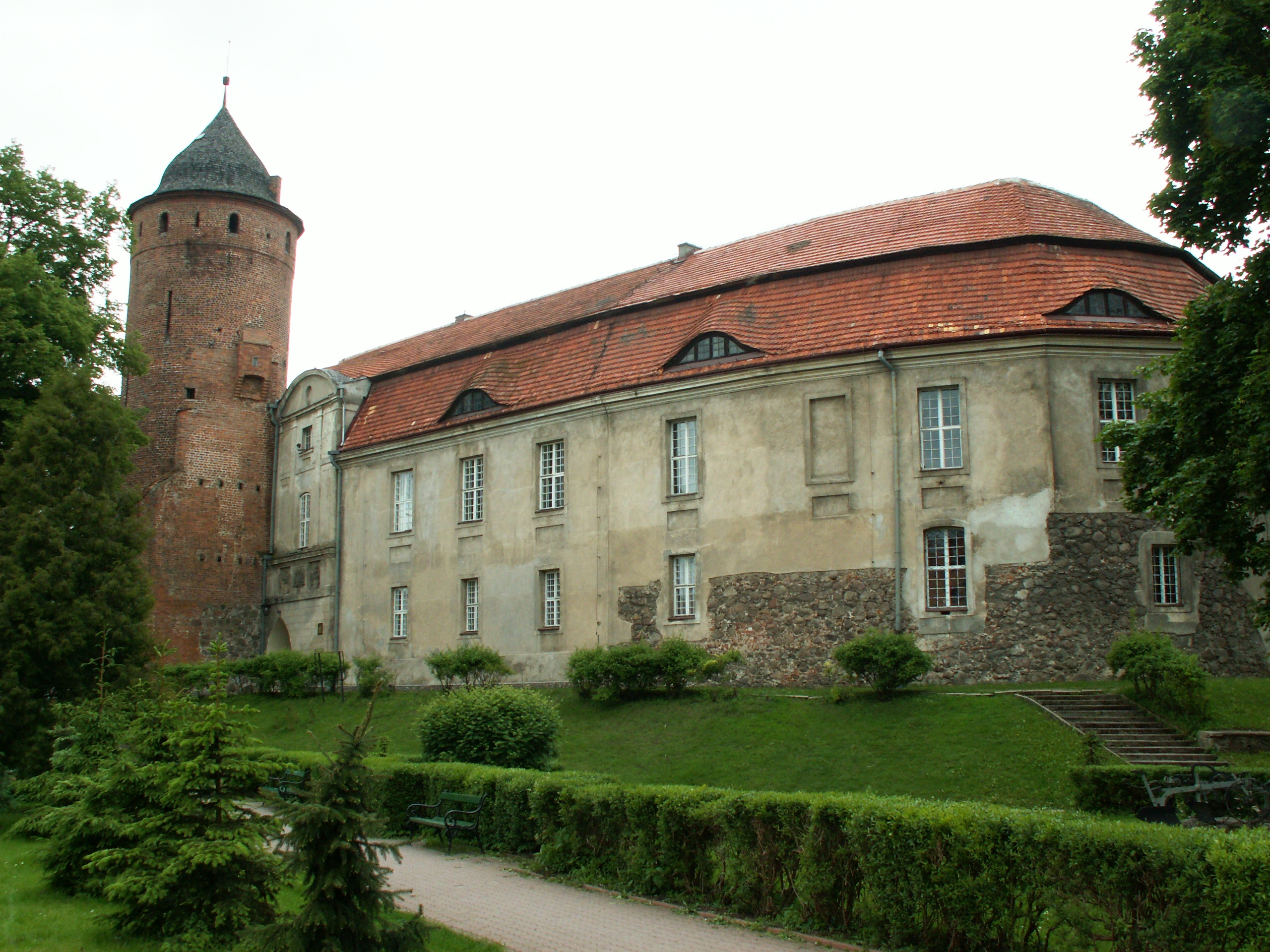
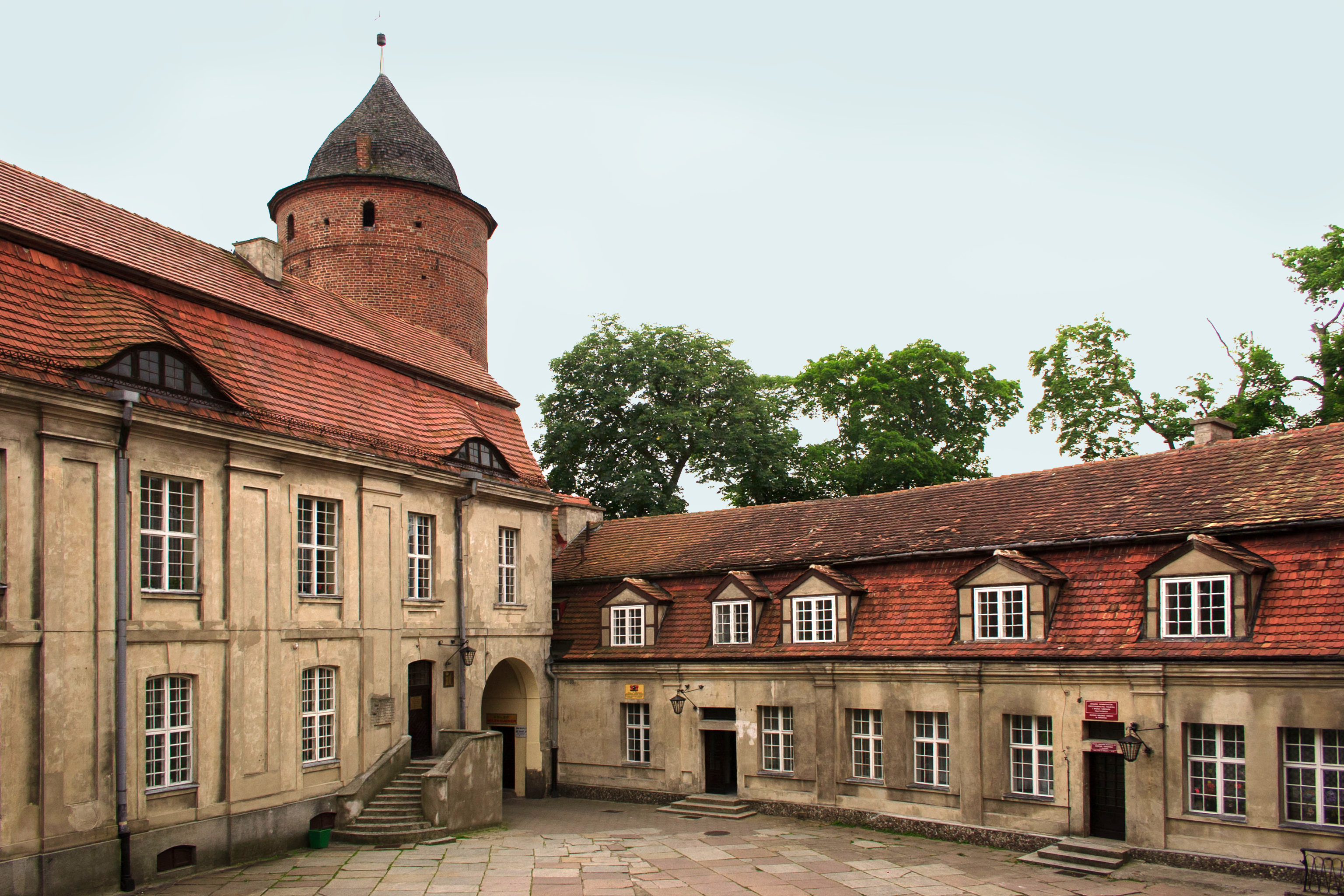
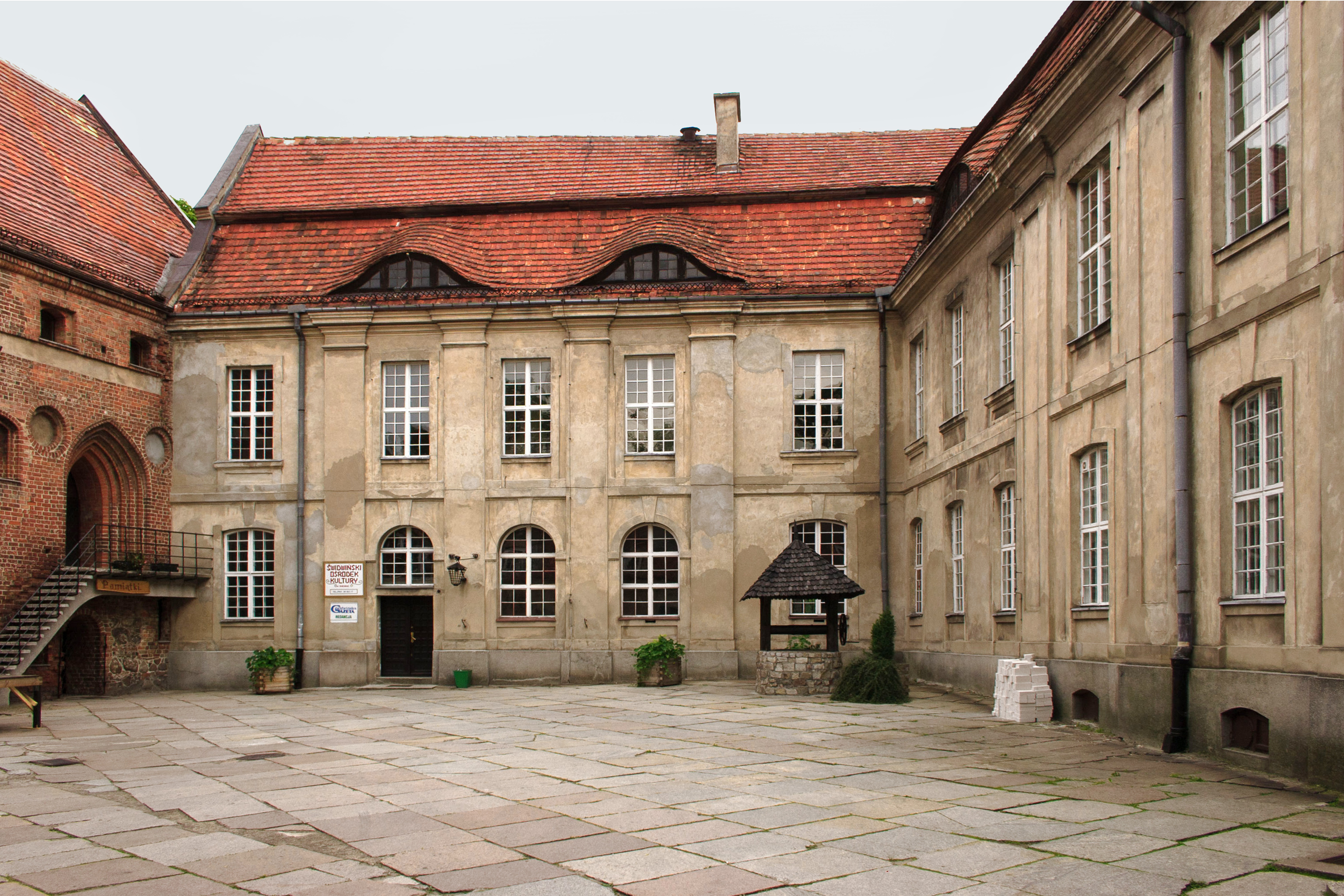